# Zwemmen op de Olympische Zomerspelen 2016 – 4×100 meter wisselslag vrouwen
De 4×100 meter wisselslag vrouwen op de Olympische Zomerspelen 2016 vond plaats op vrijdag 12 augustus  (series) en zaterdag 13 augustus 2016 (finale). Omdat het zwembad waarin de wedstrijd gehouden werd 50 meter lang is, bestond de race uit acht baantjes. Na afloop van de series kwalificeerden de acht snelste ploegen zich voor de finale. Regerend olympisch kampioen was de Verenigde Staten. Dat land wist te titel te prolongeren en won zo de duizendste olympische titel voor Amerika.                               

## Records
Voorafgaand aan het toernooi waren dit het wereldrecord en het kampioenschapsrecord
| Wereldrecord     | Verenigde Staten Missy Franklin Rebecca Soni Dana Vollmer Allison Schmitt | 3.52,05 | Londen | 4 augustus 2012 |
| Olympisch record | Verenigde Staten Missy Franklin Rebecca Soni Dana Vollmer Allison Schmitt | 3.52,05 | Londen | 4 augustus 2012 |

## Uitslagen

### Series
| Rang | Namen                                                                   | Land             | Tijd    | Serie | Baan | Bijz. |
| ---- | ----------------------------------------------------------------------- | ---------------- | ------- | ----- | ---- | ----- |
| 1    | Olivia Smoliga Katie Meili Kelsi Worrell Abbey Weitzeil                 | Verenigde Staten | 3.54,67 | 2     | 5    | Q     |
| 2    | Kylie Masse Rachel Nicol Noemie Thomas Taylor Ruck                      | Canada           | 3.56,80 | 1     | 3    | Q     |
| 3    | Mie Nielsen Rikke Møller Pedersen Jeanette Ottesen Pernille Blume       | Denemarken       | 3.56,98 | 1     | 5    | Q     |
| 4    | Anastasia Fesikova Joelia Jefimova Svetlana Tsjimrova Veronika Popova   | Rusland          | 3.57,44 | 1     | 2    | Q     |
| 5    | Madison Wilson Taylor McKeown Madeline Groves Brittany Elmslie          | Australië        | 3.57,80 | 2     | 3    | Q     |
| 6    | Fu Yuanhui Zhang Xinyu Lu Ying Shen Duo                                 | China            | 3.58,23 | 2     | 4    | Q     |
| 7    | Carlotta Zofkova Arianna Castiglioni Ilaria Bianchi Federica Pellegrini | Italië           | 3.59,09 | 2     | 2    | Q     |
| 8    | Georgia Davies Chloe Tutton Siobhan-Marie O'Connor Georgia Coates       | Groot-Brittannië | 3.59,34 | 2     | 6    | Q     |
| 9    | Michelle Coleman Jennie Johansson Sarah Sjöström Louise Hansson         | Zweden           | 3.59,45 | 1     | 4    |       |
| 10   | Natsumi Sakai Satomi Suzuki Rikako Ikee Miki Uchida                     | Japan            | 3.59,82 | 1     | 6    |       |
| 11   | Mimosa Jallow Jenna Laukkanen Emilia Pikkäräinen Hanna-Maria Seppälä    | Finland          | 4.01,61 | 1     | 7    |       |
| 12   | Jenny Mensing Vanessa Grimberg Alexandra Wenk Annika Bruhn              | Duitsland        | 4.02,19 | 2     | 7    |       |
| 13   | Natalia Luccas Jhennifer Conçeicao Daynara de Paula Larissa Oliveira    | Brazilië         | 4.02,83 | 1     | 1    |       |
| 14   | Stephanie Au Yvette Man-Yi Kong Sze Hang Yu Camille Cheng               | Hongkong         | 4.03,85 | 1     | 8    |       |
| 15   | Béryl Gastaldello Fanny Desberghes Marie Wattel Charlotte Bonnet        | Frankrijk        | 9.99,98 | 2     | 1    | DSQ   |
| 16   | Simona Baumrtová Martina Moravčíková Lucie Svěcená Barbora Seemanová    | Tsjechië         | 9.99,99 | 2     | 8    | DSQ   |

### Finale
| Rang   | Namen                                                                   | Land             | Tijd    | Baan | Bijz. |
| ------ | ----------------------------------------------------------------------- | ---------------- | ------- | ---- | ----- |
| Goud   | Kathleen Baker Lilly King Dana Vollmer Simone Manuel                    | Verenigde Staten | 3.53,13 | 4    |       |
| Zilver | Emily Seebohm Taylor McKeown Emma McKeon Cate Campbell                  | Australië        | 3.55,00 | 2    |       |
| Brons  | Mie Nielsen Rikke Møller Pedersen Jeanette Ottesen Pernille Blume       | Denemarken       | 3.55,01 | 3    |       |
| 4      | Fu Yuanhui Shi Jinglin Lu Ying Zhu Menghui                              | China            | 3.55,18 | 7    |       |
| 5      | Kylie Masse Rachel Nicol Penelope Oleksiak Chantal van Landeghem        | Canada           | 3.55,49 | 5    |       |
| 6      | Anastasia Fesikova Joelia Jefimova Svetlana Tsjimrova Veronika Popova   | Rusland          | 3.55,66 | 6    |       |
| 7      | Georgia Davies Chloe Tutton Siobhan-Marie O'Connor Francesca Halsall    | Groot-Brittannië | 3.56,96 | 8    |       |
| 8      | Carlotta Zofkova Arianna Castiglioni Ilaria Bianchi Federica Pellegrini | Italië           | 3.59,50 | 1    |       |